# Indolestes divisus
Indolestes divisus – gatunek ważki z rodziny pałątkowatych (Lestidae).